# Toró
Rafael Ferreira Francisco (ur. 13 kwietnia 1986) – brazylijski piłkarz występujący na pozycji pomocnika.

## Kariera piłkarska
Od 2005 roku występował w Fluminense FC, CR Flamengo, Atlético Mineiro, Figueirense, EC Bahia, SC Sagamihara, Anápolis i Goiás EC.